# Victoria Baez
Victoria Baez ist eine ehemalige argentinische Biathletin.

## Karriere
Victoria Baez startete im August 2010 bei den Biathlon-Südamerikameisterschaften in Portillo und Bariloche. Bei der Meisterschaft, die als Rennserie ausgetragen wurde, wurde Baez in Portillo Neunte des Einzels und des Sprints sowie Zehnte im Massenstartrennen. Beim Sprintrennen in Bariloche kam sie auf Rang fünf. In der Gesamtwertung, in die nur drei Rennen eingingen, belegte sie den neunten Platz. Seither trat sie nicht mehr in Erscheinung.